# Championnat de Pologne de football 1948
Navigation
Édition précédente Édition suivante
La saison 1948 du championnat de Pologne est la vingtième saison de l'histoire de la compétition. Cette édition a été remportée par le KS Cracovia, devant le Wisła Cracovie.

## Compétition

### Classement
| Rang | Équipe             | Pts | J  | G  | N | P  | Bp | Bc | Diff |
| ---- | ------------------ | --- | -- | -- | - | -- | -- | -- | ---- |
| 1    | Wisła Cracovie     | 38  | 26 | 17 | 4 | 5  | 86 | 34 | +52  |
| 2    | KS Cracovia        | 38  | 26 | 17 | 4 | 5  | 61 | 26 | +35  |
| 3    | Ruch Chorzów       | 30  | 26 | 12 | 6 | 8  | 71 | 40 | +31  |
| 4    | Legia Varsovie     | 30  | 26 | 14 | 2 | 10 | 55 | 46 | +9   |
| 5    | AKS Chorzów        | 29  | 26 | 13 | 3 | 10 | 50 | 49 | +1   |
| 6    | Lech Poznań        | 26  | 26 | 9  | 8 | 9  | 48 | 49 | -1   |
| 7    | Polonia Varsovie   | 26  | 26 | 11 | 4 | 11 | 45 | 49 | -4   |
| 8    | ŁKS Łódź           | 24  | 26 | 10 | 4 | 12 | 60 | 64 | -4   |
| 9    | Warta Poznań       | 24  | 26 | 9  | 6 | 11 | 51 | 56 | -5   |
| 10   | Polonia Bytom      | 23  | 26 | 9  | 5 | 12 | 48 | 55 | -7   |
| 11   | Tarnovia Tarnów    | 22  | 26 | 10 | 2 | 14 | 42 | 48 | -6   |
| 12   | Garbarnia Cracovie | 22  | 26 | 9  | 4 | 13 | 38 | 52 | -14  |
| 13   | Górnik Radlin      | 19  | 26 | 8  | 3 | 15 | 45 | 64 | -19  |
| 14   | Widzew Łódź        | 13  | 26 | 5  | 3 | 18 | 31 | 99 | -68  |

| Légende | Légende                 |
| ------- | ----------------------- |
|         | Qualifié pour la finale |

### Finale
|  | Finale         |   |
|  |                |   |
|  |                |   |
|  |                |   |
|  | KS Cracovia    | 3 |
|  | KS Cracovia    | 3 |
|  | Wisła Cracovie | 1 |
|  | Wisła Cracovie | 1 |

## Meilleurs buteurs
| # | Joueur                | Équipe         | Buts |
| - | --------------------- | -------------- | ---- |
| 1 | Józef Kohut           | Wisła Cracovie | 31   |
| 2 | Mieczysław Gracz (pl) | Wisła Cracovie | 28   |
| 3 | Stanisław Różankowski | KS Cracovia    | 22   |